# Rhodostrophia taeniaria
Rhodostrophia taeniaria är en fjärilsart som beskrevs av Freyer. Rhodostrophia taeniaria ingår i släktet Rhodostrophia och familjen mätare. Inga underarter finns listade.